# Кремпа (Млавський повіт)
Кремпа (пол. Krępa) — село в Польщі, у гміні Ліповець-Косьцельний Млавського повіту Мазовецького воєводства.
Населення — 305 осіб (2011).
У 1975-1998 роках село належало до Цехановського воєводства.

## Демографія
Демографічна структура станом на 31 березня 2011 року:
|          | Загалом | Допрацездатний вік | Працездатний вік | Постпрацездатний вік |
| -------- | ------- | ------------------ | ---------------- | -------------------- |
| Чоловіки | 142     | 29                 | 96               | 17                   |
| Жінки    | 163     | 33                 | 88               | 42                   |
| Разом    | 305     | 62                 | 184              | 59                   |